# Futsal en los Juegos Mundiales
El fútbol de salón es uno de los deportes disputados en los Juegos Mundiales, se juega de acuerdo a las reglas de la AMF, organización que fue inscrita en el año 2011 como regidora oficial del futsal ante la Asociación Internacional de los Juegos Mundiales, IWGA (siglas en inglés); entidad organizadora de los juegos. Esta entidad a su vez es patrocinada por el Comité Olímpico Internacional, organizador de los Juegos Olímpicos, dando así el primer paso para que el futsal de la AMF pueda ser reconocido más adelante como deporte olímpico.

## Historia
La primera edición del torneo se disputó a manera de deporte de exhibición en los Juegos Mundiales de 2013 disputados en Santiago de Cali. La sede del torneo fue el Coliseo Luis Ignacio Álvarez Ospina en el municipio de Buga con capacidad para 1.600 aficionados, teniendo como primer vencedor a Colombia. 

### Torneo de exhibición
| Año                     | Sede                       | Campeón        | Final Resultado | Subcampeón     | Tercer lugar   | Resultado      | Cuarto lugar   |                |
| ----------------------- | -------------------------- | -------------- | --------------- | -------------- | -------------- | -------------- | -------------- | -------------- |
| 2013 Detalle IX edición | Santiago de Cali, Colombia | Colombia       | 3:1             | Venezuela      | Brasil         | 3:2            | Argentina      |                |
| 2017 X edición          | Breslavia, Polonia         | No hubo torneo | No hubo torneo  | No hubo torneo | No hubo torneo | No hubo torneo | No hubo torneo | No hubo torneo |
| 2022 XI edición         | Birmingham, USA            | No hubo torneo | No hubo torneo  | No hubo torneo | No hubo torneo | No hubo torneo | No hubo torneo | No hubo torneo |

### Títulos por país
En cursiva, se indica el torneo en que el equipo fue local.
| País      | Campeón  | Subcampeón | Tercer lugar | Cuarto lugar |
| --------- | -------- | ---------- | ------------ | ------------ |
| Colombia  | 1 (2013) |            |              |              |
| Venezuela |          | 1 (2013)   |              |              |
| Brasil    |          |            | 1 (2013)     |              |
| Argentina |          |            |              | 1 (2013)     |